# Port lotniczy Portorož
Port lotniczy Portorož – międzynarodowy port lotniczy położony 6 kilometrów na południe od Portoroža, w miejscowości Sečovlje Jest trzecim co do wielkości portem lotniczym w Słowenii.

## Linie lotnicze i połączenia
Obecnie brak regularnych połączeń do tego portu.